# 熊大木
熊大木（1506年—1578年），原名熊福镇，字大木，号钟谷，福建等處承宣布政使司建寧府建陽縣（今屬福建）人，鰲峰堂後人，明朝作家、書坊主。
出身刻书世家，刻書家熊宗立之曾孫。博览群书、涉猎诸史，多次参加科考落第，遂为塾师，又常为书坊主编撰或校勘书籍，嘉靖三十一年（1552年）编成《大宋中兴通俗演义》，为各地书坊竞相刊刻。熊大木编纂注重通俗性，文化水平不高。明中葉之後，明帝國各地興起大量神魔小說、謫凡小說，成為小說史的一個奇特現象。一般認為這是書坊主為了刊刻相關小說而牟利，所炒作出來的小說風潮，此一風潮與熊大木有關，被稱為「熊大木現象」。

## 著作
编纂、校注有《增像玉茗堂批點按鑑參補北宋楊家將全傳》、《大宋中興通俗演義》、《唐書志傳通俗演義》、《武穆精忠傳》、《日記故事》、《删補書言故事大全》(新刊明解音釋校正)、《新刊類纂天下利用通俗集成錦繡萬花谷文林廣記》。